# Mid Ulster
Mid Ulster är ett distrikt i Nordirland i Storbritannien. Distriktet bildades 2015 i samband med en distriktsreform genom en sammanslagning av distrikten Cookstown, Dungannon and South Tyrone och Magherafelt.